# Albert Dickin
Albert Edward Dickin (* 11. Januar 1901 in London; † 5. Mai 1955 in Birmingham) war ein britischer Schwimmer und Wasserspringer.

## Karriere
Dickin begann seine sportliche Laufbahn auf nationaler Ebene als Sportler des Hammersmith Swimming Club. So wurde er im Alter von 19 Jahren im Jahr 1920 zum Kapitän der Schwimm- und Wasserballmannschaft des Vereins ernannt. Im selben Jahr nahm er erstmals an Olympischen Spielen teil. In Antwerpen scheiterte er im Wettbewerb über 100 Meter Freistil als Fünfter seines Vorlaufs an der Viertelfinalqualifikation. Auch im Turmspringen erreichte der Sportler das Finale nicht. 1921 brach er den englischen Rekord über 100 Yards Freistil. Bei den Spielen 1924 in Paris war er erneut Teilnehmer. Im Wettbewerb über 100 Meter Freistil kam er, wie bereits vier Jahre zuvor, nicht über den Vorlauf hinaus. Auch im Turmspringen endete der Wettkampf für Dickin nach der Vorrunde. Mit der britischen Staffel über 4-mal 200 Meter Freistil erreichte er den fünften Rang. 1928 folgte seine dritte und letzte Olympiateilnahme. Bei den Wettspielen in Amsterdam wurde er mit der Staffel über 4-mal 200 Meter Freistil Sechster.
Auf nationalem Niveau gewann der Brite zwischen 1921 und 1927 über zehn Medaillen bei den ASA Championships. 1927 gelang ihm hier der Sieg über 220 Yards Freistil. In den Jahren 1923 und 1929 wurde er zudem britischer Meister im Kunstspringen.
Sein Bruder Jack Dickin nahm 1920 ebenfalls an den Olympischen Spielen teil.